# Proceratophrys subguttata
Proceratophrys subguttata de anfibio anuro de la familia Odontophrynidae.
Se encuentra en el sudeste de Brasil.
Está amenazada de extinción por la pérdida de su hábitat natural.